# Loyat
Loyat település Franciaországban, Morbihan megyében. Lakosainak száma 1734 fő (2022. január 1.). Loyat Guilliers, Néant-sur-Yvel, Tréhorenteuc, Campénéac, Ploërmel, Taupont, Saint-Malo-des-Trois-Fontaines és Mauron községekkel határos.

## Népesség
A település népességének változása:
| Lakosok száma | 1563 | 1420 | 1465 | 1439 | 1656 | 1640 | 1624 | 1621 | 1667 | 1734 |
|               | 1968 | 1982 | 1990 | 2006 | 2013 | 2015 | 2017 | 2019 | 2020 | 2022 |